# Fort Charles
Le fort Charles, officiellement le Lieu historique national du Canada du Fort-Charles, aussi appelé le fort des Écossais (Scotch Fort ou Scots Fort en anglais), est un lieu historique national situé à Annapolis Royal, en Nouvelle-Écosse (Canada). Son emplacement exact n'est pas connu mais est sous le site du fort Anne.
Le fort est construit en 1629 par William Alexander pour contrôler sa colonie de Nouvelle-Écosse. Le fort abrite des colons écossais jusqu'en 1632, où la colonie est rétrocédée à la France, qui lui redonne le nom d'Acadie. Le site du fort est classé le 30 mai 1951.